# Kapišová
Kapišová (in ungherese Kapisó) è un comune della Slovacchia facente parte del distretto di Svidník, nella regione di Prešov.